# Jytte Sidelmann
Jytte Sidelmann (født 27. marts 1945 i Aulum ved Herning) er en dansk forfatter og foredragsholder.
Hun voksede op på forældrene Tage og Gerda Sidelmanns gård i Sørvad ved Holstebro og blev uddannet som småbørnslærer på Statens Seminarium for småbørnslærerinder i Vejle. Hun sejlede 1969-71 i fast rutefart med det svenske M/S Segovia og lærte svensk, som hun har oversat fra.

## Karriere
Jytte Sidelmann var børnehaveklasseleder 1971-2012 i Humlum og på Frederiksberg. Hun var redaktør for:
- Tidsskriftet Skolestart 1992-2003
- Frederiksberg Kommunelærerforenings blad 1995-2002

Hun var konsulent for skolestart i Danmarks Lærerforening 2000-03 og forfatter til artikler om skolestart i fagblade.

## Privat
Jytte Sidelmann blev i 1973 gift med komponisten Klaus Brinch. De har to børn.